# Kids' Choice Awards 2021
A 34.ª cerimônia anual do Nickelodeon Kids' Choice Awards foi realizada em 13 de março de 2021 com apresentação de Kenan Thompson. Está cerimônia é o segundo ano consecutivo que foi realizada virtualmente devido à pandemia de COVID-19.

## Indicados
Os indicados foram anunciados e a votação foi aberta em 2 de fevereiro de 2021. A lista de vencedores foram divulgadas em 13 de março de 2021.

### Cinema
| Filme Favorito | Ator de Cinema Favorito |
| --- | --- |
| - Wonder Woman 1984 - Dolittle - Hamilton - Hubie Halloween - Mulan - Sonic the Hedgehog | - Robert Downey Jr. – Dolittle como Dr. John Dolittle - Jim Carrey – Sonic the Hedgehog como Dr. Robotnik - Will Ferrell – Eurovision Song Contest: The Story of Fire Saga como Lars Erickssong - Lin-Manuel Miranda – Hamilton como Alexander Hamilton - Chris Pine – Wonder Woman 1984 como Steve Trevor - Adam Sandler – Hubie Halloween como Hubie Dubois |
| Atriz de Cinema Favorita | Filme de Animação Favorito |
| - Millie Bobby Brown – Enola Holmes como Enola Holmes - Gal Gadot – Wonder Woman 1984 como Diana Prince/Wonder Woman - Anne Hathaway – The Witches como Grand High Witch - Vanessa Hudgens – The Princess Switch: Switched Again como Princesses - Liu Yifei – Mulan como Mulan - Melissa McCarthy – Superintelligence como Carol Peters | - Soul - Onward - Phineas and Ferb the Movie: Candace Against the Universe - The Croods: A New Age - Trolls World Tour - Scoob! |
| Voz Favorita em Filme de Animação | |
| - Anna Kendrick – Trolls World Tour como Poppy - Tina Fey – Soul como 22 - Jamie Foxx – Soul como Joe Gardener - Chris Pratt – Onward como Barley Lightfoot - Ryan Reynolds – The Croods: A New Age como Guy - Emma Stone – The Croods: A New Age como Eep - Justin Timberlake - Trolls World Tour como Branch                           | |

### Televisão
| Programa de TV Infantil Favorito | Programa de TV Favorito para Família |
| --- | --- |
| - Alexa & Katie - Are You Afraid of the Dark? - Danger Force - Henry Danger - High School Musical: The Musical: The Series - Raven's Home | - Stranger Things - Black-ish - Cobra Kai - Fuller House - The Mandalorian - Young Sheldon |
| Estrela de TV Favorita | Estrela de TV Favorito |
| - Millie Bobby Brown – Stranger Things como Eleven - Ella Anderson – Henry Danger como Piper Hart - Candace Cameron Bure – Fuller House como D.J. Tanner-Fuller - Camila Mendes – Riverdale como Veronica Lodge - Raven-Symoné – Raven's Home como Raven Baxter - Sofia Wylie – High School Musical: The Musical: The Series como Gina | - Jace Norman – Henry Danger/Danger Force como Henry Hart/Kid Danger - Iain Armitage – Young Sheldon como Sheldon Cooper - Joshua Bassett – High School Musical: The Musical: The Series como Ricky - Dylan Gilmer – Tyler Perry's Young Dylan como Young Dylan - Caleb McLaughlin – Stranger Things como Lucas Sinclair - Finn Wolfhard – Stranger Things como Mike Wheeler |
| Reality Show Favorito | Desenho Favorito |
| - America's Got Talent - American Idol - American Ninja Warrior Junior - Lego Masters - The Masked Singer - The Voice | - SpongeBob SquarePants - Alvinnn!!! e os Esquilos - Lego Jurassic World: Legend of Isla Nublar - Teen Titans Go! - The Boss Baby: Back in Business - The Loud House |

### Música
| Grupo Musical Favorito | Cantor Favorito |
| --- | --- |
| - BTS - Black Eyed Peas - Blackpink - Jonas Brothers - Maroon 5 - OneRepublic | - Justin Bieber - Drake - Post Malone - Shawn Mendes - Harry Styles - The Weeknd                                                                             |
| Cantora Favorita | Canção Favorita |
| - Ariana Grande - Beyoncé - Billie Eilish - Selena Gomez - Katy Perry - Taylor Swift | - "Dynamite" – BTS - "Yummy" – Justin Bieber - "Toosie Slide" – Drake - "Wonder" – Shawn Mendes - "Cardigan" – Taylor Swift - "Blinding Lights" – The Weeknd |
| Colaboração Favorita | Artista Global Favorito |
| - "Stuck with U" – Ariana Grande & Justin Bieber - "Be Kind" – Marshmello & Halsey - "Holy" – Justin Bieber & Chance the Rapper - "Ice Cream" – Blackpink & Selena Gomez - "Lonely" – Justin Bieber & Benny Blanco - "Rain on Me" – Lady Gaga & Ariana Grande | - BTS (Ásia) - David Guetta (Europa) - Master KG (África) - Savannah Clarke (Austrália) - Sebastián Yatra (América Latina) - Taylor Swift (América do Norte) |

### Esportes
| Atleta Favorita                                                                               | Atleta Favorito                                                                              |
| --------------------------------------------------------------------------------------------- | -------------------------------------------------------------------------------------------- |
| - Simone Biles - Alex Morgan - Naomi Osaka - Candace Parker - Megan Rapinoe - Serena Williams | - LeBron James - Tom Brady - Stephen Curry - Patrick Mahomes - Lionel Messi - Russell Wilson |

### Outras 3 categorias
| Influencer Feminina Favorita                                                                | Influencer Masculino Favorito                                                  |
| ------------------------------------------------------------------------------------------- | ------------------------------------------------------------------------------ |
| - Charli D'Amelio - Emma Chamberlain - GamerGirl - Addison Rae - JoJo Siwa - Maddie Ziegler | - James Charles - Jason Derulo - David Dobrik - Ryan's World - MrBeast - Ninja |
| VideoGame Favorito                                                                          |                                                                                |
| - Among Us - Animal Crossing: New Horizons - Fortnite - Minecraft - Pokémon GO - Roblox     |                                                                                |

## Indicados do Brasil
| Influencer Brasileiro(a)                                                               | Fandom Brasileiro |
| -------------------------------------------------------------------------------------- | --- |
| - Enaldinho - Bibi Tatto - Juju Franco - Sophia Valverde - Luara Fonseca - Igor Jansen | - Now United – Uniters - Manu Gavassi - Gavassiers - MC Soffia – Mc Soffia - Giulia Be – Beers - Carol & Vitoria - Carol e Vitoria - Vitor Kley – Vitor Kley |